# Мірошниченко Микола Миколайович
Мико́ла Микола́йович Мірошниче́нко (1 січня 1947, Третяківка (Біловодський район) — 7 липня 2009, Київ) — український поет, перекладач.

## Життєпис
Народився 1 січня 1947 року в c. Третяківка Біловодського району Луганської області. Закінчив Луганський педагогічний інститут імені Тараса Шевченка (1968). Вчителював на Запоріжжі.
Працював заступником начальника прес-служби Міністерства з питань надзвичайних ситуацій та у справах захисту населення від наслідків Чорнобильської катастрофи.
Член Національної спілки письменників України. 1974 р. виїжджав на два роки до Баку вивчати азербайджанську мову. 1994 р. стажувався на курсах турецької мови у Стамбулі.
Почав друкуватися з 1967 р. Перекладав з азербайджанської, турецької та кримськотатарської. Автор трьох поетичних збірок: «Рік-осокір» (1984), «Око» (1989), збірки перекладів та статей «Брама Сходу», «Узір зрізу» (2000).
- Найпослідовніший український поет-конкретист. Свідомо прагне перенести на український ґрунт рідкісні форми східної поезії (рубаї, туюг, газель, пантун, мухтамілат, мурабба).

- «Голінний ентузіаст рака літерального» (цикл «В сузір'ї Рака»), один із засновників групи паліндромістів «ГЕРАКЛІТ». Учасник Міжнародної конференції «EyeRhymes» (Едмонтон, Альбертський університет, 1997), співзасновник Світової Асоціації візуального мовлення.

Помер 7 липня 2009 р. після тяжкої хвороби.

## Оцінка творчості
Письменник Костянтин Коверзнєв, цитати зі статті «Любов до життя»: «В мене чомусь Мірошниченко асоціювався з Панасом Мирним. По-перше, невисокого зросту, з такою зовнішністю міцного хазяїна-середняка, в якого є і воли, і коні, і кілька гектарів землі. По-друге, він був чиновником, до того ж, постійно перекладав кримськотатарських поетів (художній рівень яких — це для мене загадка), а на видання нацменів виділялися певні бюджетні кошти».
«Мені видається, що Микола Мірошниченко своєю поезією зробив неоціненний подарунок українському письменству, бо наблизив його знову до часів Івана Величковського. Коли поезія була загнана в такі рамці, що не можливо було відчути свіжий подув вітру у вакуумі. І лише справжнім талантам, віртуозам вдавалося продертися через частокіл форми зі справжнім глибинним почуттям краси і любови до життя».